# Microplitis aethiopicus
Microplitis aethiopicus är en stekelart som beskrevs av De Saeger 1944. Microplitis aethiopicus ingår i släktet Microplitis och familjen bracksteklar. Inga underarter finns listade i Catalogue of Life.